# NASA AD-1
NASA AD-1 – amerykański eksperymentalny samolot o zmiennej geometrii skrzydeł w układzie oblique wing, zaprojektowany i wybudowany jako platforma testowa dla tego typu konstrukcji.

## Historia

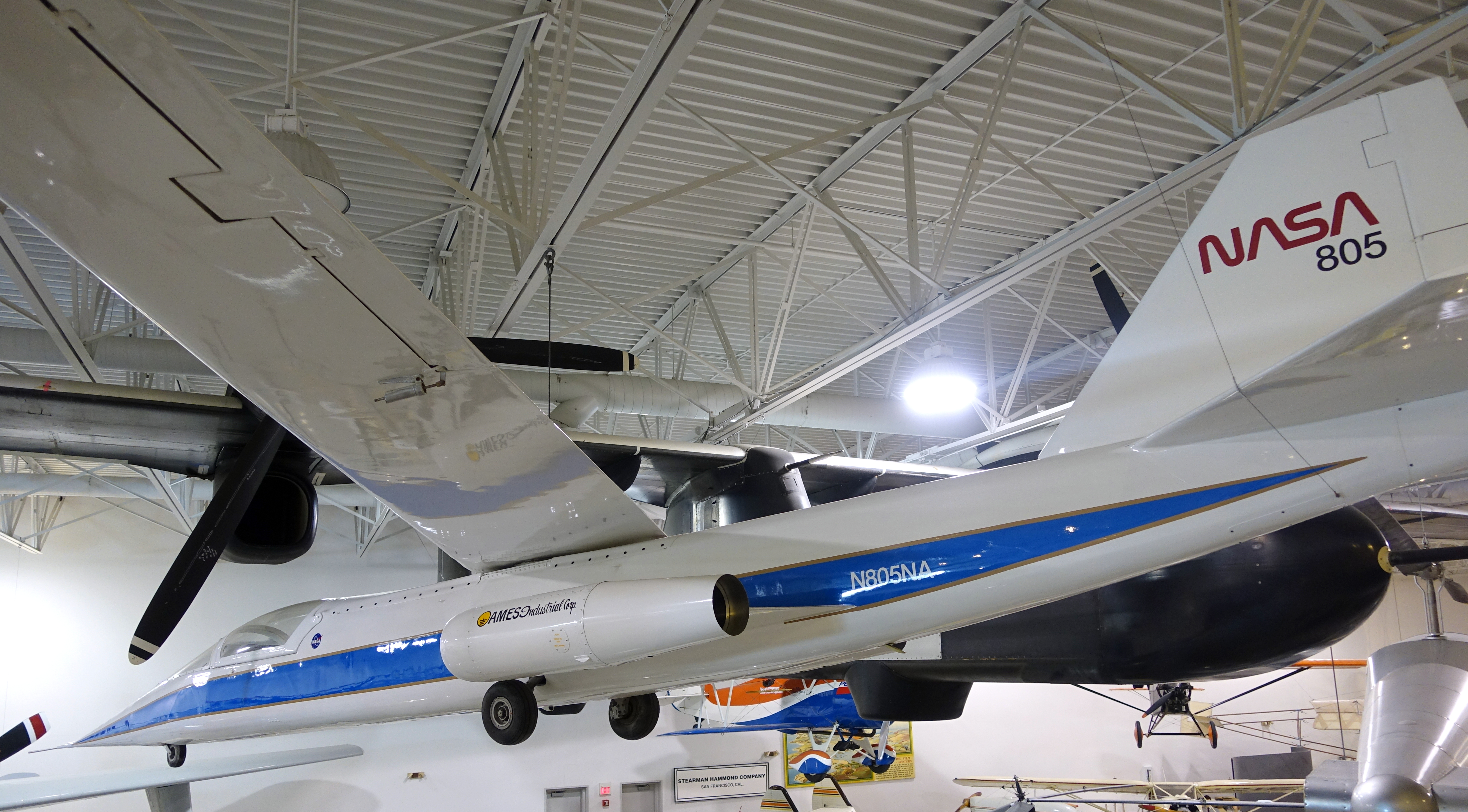
AD-1 jako eksponat w muzeum Hiller Aviation Museum

W czasie drugiej wojny światowej, hitlerowskie Niemcy prowadziły prace nad opracowaniem samolotów w układzie oblique wing. Koncepcja pojawiła się po raz pierwszy w niezrealizowanych projektach samolotów Blohm & Voss P.202 i Messerschmitt P.1009 z roku 1944, a w ich opracowaniu uczestniczył niemiecki konstruktor – Richard Vogt, przesiedlony po wojnie do USA w ramach operacji Paperclip. Zakładała ona możliwość znacznego zmniejszenia oporów oraz poprawę osiągów płatowca podczas lotu z dużą prędkością, co potwierdziły także w późniejszym czasie badania i eksperymenty w tunelu aerodynamicznym. Jednak z powodu ograniczeń technologicznych, prace nad tego typu maszynami rozpoczęto dopiero pod koniec lat siedemdziesiątych XX wieku.
Prototypowy samolot został oznaczony jako NASA AD-1 lub też Ames Dryden-1 (od nazw ośrodków badawczych, które pracowały nad projektem – NASA Ames i NASA Dryden). Firma Boeing odpowiadała za ogólny projekt samolotu. Rutan Aircraft Factory odpowiedzialna była za wykonanie szczegółowego projektu i analiz obciążeń, zaś Ames Industrial Company za wybudowanie płatowca. W pracach rozwojowych przy konstruowaniu maszyny udział brał także Richard Vogt. Samolot ukończono w lutym 1979 roku, po czym dostarczono na lotnisko NASA Dryden w stanie Kalifornia. Koszty wybudowania prototypu sięgały 240 tysięcy dolarów.
AD-1 został oblatany 21 grudnia 1979 roku, przez pilota testowego Thomasa McMurphy'ego. Samolot wystartował ze skrzydłem ustawionym prostopadle względem kadłuba; kąt obrotu skrzydła zmienił się podczas lotu po osiągnięciu wymaganej prędkości i wysokości. W ciągu 18 miesięcy z każdym  lotem testowym skrzydło samolotu AD-1 obracano o 1 stopień, jednocześnie analizując wszystkie osiągi. W rezultacie w połowie 1980 roku eksperymentalny samolot osiągnął maksymalny kąt obrotu skrzydła – 60 stopni. Loty testowe trwały do sierpnia 1982 roku, w sumie samolot wzbił się w powietrze 79 razy. Ostatni lot AD-1 odbył się 7 sierpnia 1982 roku. Loty za sterami AD-1 odbyło 17 pilotów.
Jedyny wybudowany egzemplarz NASA AD-1 eksponowany jest w Hiller Aviation Museum w San Carlos w stanie Kalifornia.

### Przeznaczenie oraz wkład samolotu w badania
Głównym celem programu AD-1 była ocena właściwości lotnych oraz pilotażowych samolotów z ukośnym skrzydłem, zbadanie wymagań dotyczących ich systemu sterowania oraz porównanie i analiza danych uzyskanych podczas lotów z informacjami uzyskanymi podczas wcześniejszych testów w tunelu aerodynamicznym na modelach w skali.
Niski nakład finansowy na program ograniczył zakres badań technicznych, jednak program wygenerował wystarczającą ilość niezbędnych danych dotyczących właściwości lotno-pilotażowych płatowców w układzie oblique wing oraz aerodynamiki przy różnych prędkościach i kątach obrotu skrzydła.

## Konstrukcja

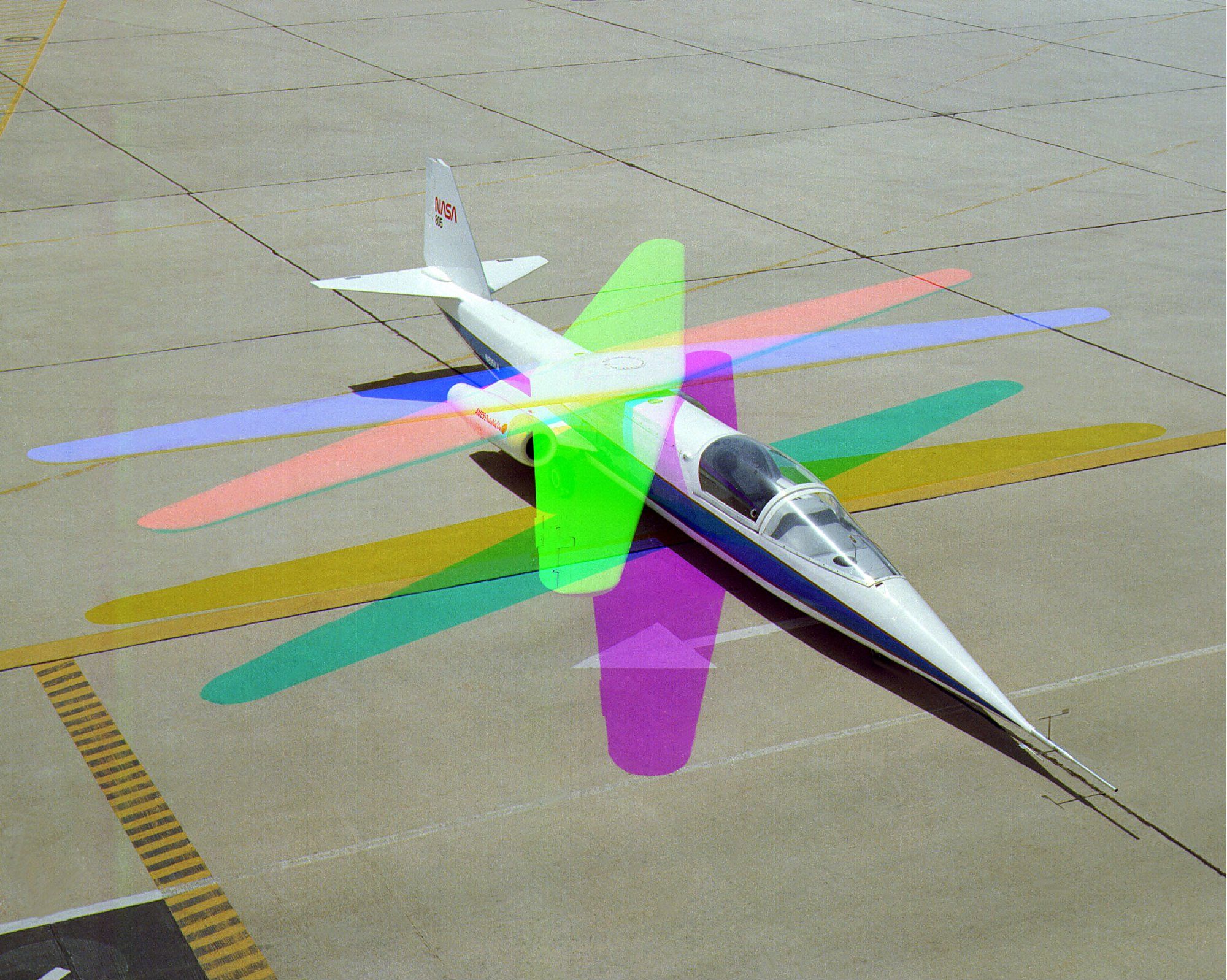
Grafika prezentująca kąty wychylenia skrzydeł AD-1

NASA AD-1 był jednomiejscowym samolotem o napędzie odrzutowym, wykonanym z materiałów kompozytowych, głównie włókna szklanego. Jego długość wynosiła 11,8 metra, a wysokość 2,06 metra. Rozpiętość skrzydeł wynosiła od 9,85 metra przy ich klasycznym ułożeniu. Masa własna wynosiła 658 kg, zaś startowa 973 kg. Samolot miał stałe, niechowane trójkołowe podwozie, zamontowane blisko kadłuba w celu zmniejszenia oporów powietrza. 
Skrzydło było obracane przez elektrycznie napędzany mechanizm zębaty umieszczony wewnątrz kadłuba, tuż przed silnikami, zaś składane były w ten sposób, że prawa połowa skrzydła obróciła się w przód samolotu, natomiast lewa do tyłu. Maksymalny obrót skrzydła wynosił 60 stopni. Samolot miał konwencjonalny ster wysokości i kierunku.
Napęd stanowiły dwa silniki odrzutowe Microturbo TRS18-046 o mocy 100 kgf każdy. Silniki umiejscowione były w tylnej części kadłuba w gondolach silnikowych. Długotrwałość lotu wynosiła 75 minut przy pełnym zapasie paliwa. Prędkość maksymalna samolotu wynosiła około 400 km/h, natomiast prędkość przelotowa wynosiła 274 km/h.  
Sterowanie sterami oraz lotkami odbywało się za pomocą cięgieł. Miał on prosty kokpit przekazujący pilotowi informacje wyłącznie o wysokości, prędkości lotu, przyśpieszenia, kątach natarcia, kątach odchylenia skrzydeł, parametrach pracy silnika i pozycję trymu steru. Pilot nie miał przyrządów pokazujących położenie samolotu. 
AD-1 miał nieprzyjemną charakterystykę latania oraz był trudny w pilotażu przy ekstremalnie skośnych kątach załamania skrzydeł.